# Kamil Kukla
Kamil Kukla (ur. 1989) – malarz, grafik i muzyk pochodzący z Tarnowa.

## Biografia
Kamil Kukla urodził się w 1989 roku w Tarnowie. W 2008 roku rozpoczął studia na Wydziale Grafiki Akademii Sztuk Pięknych w Krakowie. W 2013 roku obronił dyplom przygotowany w Pracowni Wklęsłodruku prof. Hernyka Ożóga oraz aneks do dyplomu w Pracowni Filmu Animowanego prof. Jerzego Kuci. W tym samym roku wziął udział w Mistrzowskim Kursie Miedziorytu w Burg Beeskow w Niemczech.
Tworzy abstrakcyjne płótna oraz grafiki, na których widać organiczne kształty przypominające członki żywego organizmu, jednak w niczym niepodobne do części ciał istot spotykanych w realnym świecie. W jego pracach można znaleźć wiele aluzji do malarstwa Zdenka Buriana, Jeana Honore'a Fragonarda oraz Petera Paula Rubensa.

## Nagrody i wyróżnienia
Źródło: Strona artysty; Galeria Sztuki ATTIS
- 2011 — Wyróżnienie w IV Ogólnopolskim Konkursie Grafiki im. Ludwika Meidnera, Oleśnica
- 2013 — Udział w finale Konkursu Artystyczna Podróż Hestii, Sopot
- 2013 — Wyróżnienie w II Konkursie Malarskim Fundacji Zielona Marchewka
- 2013 — "Malarstwo Językiem Uniwersalnym", Białystok
- 2014 — Medal Honorowy na 15. Międzynarodowym Triennale „Małe Formy Grafiki”, Łódź
- 2014 — III Miejsce w 24. Ogólnopolskim Przeglądzie Malarstwa Młodych PROMOCJE 2014, Legnica
- 2016 — Nagroda Fundacji Grey House w 6. edycji Konkursu FGH na najciekawszą osobowość artystyczną roku, Kraków
- 2017 — Wyróżnienie w 9. Edycji Biennale Sztuki Młodych „Rybie Oko”, Ustka

## Wybrane wystawy indywidualne
Źródło: Culture.pl
- 2019 – Kamil Kukla, Frukta i Paszczęki, Bunkier Sztuki[4]
- 2018 – ŁEB, Galeria m²,  Warszawa
- 2017 – U+1F351 PEACH, Centrum Sztuki Współczesnej Zamek Ujazdowski, Warszawa
- 2017 – „Bubble Park”, Dukley Art Center, Kotor, Czarnogóra
- 2016 – Decay Ratio, Knoll Galeria, Budapeszt
- 2016 – Bunt na Bounty, BWA Sokół, Nowy Sącz
- 2016 – Mass Extinction, Knoll Galerie, Wiedeń
- 2014 – Martwa natura, Galeria AS, Kraków
- 2014 – Curriculum vitae, Wojewódzka Biblioteka Publiczna w Krakowie
- 2012 – "Figury", Galeria Sztuki ATTIS, Kraków
- 2011 – Tarnowski Teatr im. L. Solskiego, Tarnów
- 2008 – Malarstwo, BWA Galeria Miejska w Tarnowie

## Wybrane wystawy zbiorowe
Źródło: Culture.pl
- 2017 – 43. Biennale Malarstwa Bielska Jesień 2017, Galeria Bielska BWA Bielsko-Biała
- 2017 – Biennale Sztuki Młodych Rybie Oko 9, Bałtycka Galeria Sztuki Współczesnej w Słupsku
- 2016 – KA-MU-FLAŻ, Szara Kamienica w Krakowie
- 2015 – Artyści z Krakowa. Generacja 1980–1990, MOCAK, Kraków
- 2015 – Porządek z chaosu, Galeria Le Guern, Warszawa
- 2013 – Second International Mezzotint Festival, Jekaterynburg, Rosja
- 2013 – Variografia, Pałac Sztuki, Kraków
- 2011 – IV Konkurs Grafiki im. Ludwika Meidnera, Wystawa pokonkursowa, Oleśnica
- 2011 – Międzynarodowe Triennale Małe Formy Grafiki, Miejska Galeria Sztuki w Łodzi
- 2011 – Wystawa prac studentów krakowskiej ASP, Galeria Onamato, Kraków
- 2011 – 7. Ogólnopolskie Biennale Grafiki Studenckiej w Poznaniu
- 2011 – European Print Exibition, Somerville, USA
- 2007 – Druga wystawa z cyklu "Galeria Młodych", Tarnów, Muzeum Okręgowe